# Шубино (сельское поселение Березняковское)
Шубино — деревня в Сергиево-Посадском районе Московской области России, входит в состав сельского поселения Березняковское.

## Население
| 1859 | 1895 | 1905 | 1926 | 2002 | 2006 | 2010 |
| ---- | ---- | ---- | ---- | ---- | ---- | ---- |
| 124  | ↗139 | ↗158 | ↗220 | ↘0   | →0   | →0   |

## География
Деревня Шубино расположена на севере Московской области, в восточной части Сергиево-Посадского района, у границы с Александровским районом Владимирской области, примерно в 71 км к северу от Московской кольцевой автодороги и 18 км к северо-востоку от железнодорожной станции Сергиев Посад Ярославского направления, по левому берегу реки Молокчи бассейна Клязьмы.
В 2,5 км западнее деревни проходит Ярославское шоссе М8, в 10 км к юго-западу — Московское большое кольцо А108, в 5 км к северо-востоку — автодорога Р75 Александров — Владимир. Ближайшие сельские населённые пункты — деревни Гальнево, Дивово, Душищево и Суропцово.
К деревне приписано восемь садоводческих товариществ (СНТ).

## История
По сведениям 1859 года — казённая деревня 2-го стана Александровского уезда Владимирской губернии по правую сторону Ярославского шоссе от границы Дмитровского уезда к Переяславскому, в 35 верстах от уездного города и 30 верстах от становой квартиры, при пруде, с 16 дворами и 124 жителями (54 мужчины, 70 женщин).
По данным на 1895 год — деревня Рогачёвской волости Александровского уезда с 139 жителями (73 мужчины, 66 женщин). Основным промыслом населения являлось хлебопашество, в зимнее время женщины и подростки занимались размоткой шёлка и клеением гильз, 21 человек уезжал в качестве фабричных рабочих на отхожий промысел.
По материалам Всесоюзной переписи населения 1926 года — деревня Душищевского сельсовета Рогачёвской волости Сергиевского уезда Московской губернии в 8,5 км от Ярославского шоссе и 24,5 км от станции Сергиево Северной железной дороги; проживало 220 человек (102 мужчины, 118 женщин), насчитывалось 37 хозяйств (36 крестьянских).
С 1929 года — населённый пункт Московской области в составе:
- Душищевского сельсовета Сергиевского района (1929—1930)[13],
- Душищевского сельсовета Загорского района (1930—1954)[14],
- Бужаниновского сельсовета Загорского района (1954—1963, 1965—1991)[14][15][16],
- Бужаниновского сельсовета Мытищинского укрупнённого сельского района (1963—1965)[15],
- Бужаниновского сельсовета Сергиево-Посадского района (1991—1994)[16],
- Бужаниновского сельского округа Сергиево-Посадского района (1994—2006)[17],
- сельского поселения Березняковское Сергиево-Посадского района (2006 — н. в.)[18][19].